# Clarke County (Alabama)
 Der er flere lokaliteter med dette navn, se Clarke County.
Clarke County er et county beliggende i den sydvestlige del af den amerikanske delstat Alabama. Hovedbyen er Grove Hill, mens den største by er Jackson. I 2017 havde countiet 24.083 indbyggere. Det blev grundlagt 10. december 1812. Clarke County er opkaldt efter den amerikanske general og guvernør John Clarke fra Georgia.

## Geografi
Ifølge United States Census Bureau er Clarke Countys totale areal på 3.245 km², hvoraf de 36 km² er vand. 

### Grænsende counties
- Marengo County (nord)
- Wilcox County (nordøst)
- Monroe County (øst)
- Baldwin County (syd)
- Washington County (sydvest)
- Choctaw County (nordvest)